# جایزه هاینریش مان
جایزه هاینریش مان (آلمانی: Heinrich-Mann-Preis; انگلیسی: Heinrich Mann Prize) جایزه‌ای ادبی است که از سال ۱۹۵۳ میلادی به آثار نوشتاری اهدا می‌شود.
برپاکنندهٔ اولیهٔ این جایزه «آکادمی هنر آلمان شرقی» بود و بعدها آکادمی هنرهای برلین جای آن را گرفت.
جایزه هاینریش مان، یک هدیهٔ نقدی ۸۰۰۰ یورویی هم دارد و مراسم آن، هر سال در زادروزِ هاینریش مان در ۲۷ مارس برگزار می‌شود. فردِ برنده، توسط یک کمیتهٔ سه نفرهٔ مستقل انتخاب می‌شود که معمولاً یکی از آنها، برندهٔ سالِ پیشین است.